# Frozen Alive
Frozen Alive prvi je videoalbum američkog death metal-sastava Obituary objavljen 27. studenoga 2006. godine, a objavila ga je diskografska kuća Metal Mind Productions. Snimljen je 24. kolovoza 2006. u varšavskom klubu Stodoła.

## Popis pjesama
| 1.    | »Intro: Rain« (instrumental)   | 0:43 |
| 2.    | »Redneck Stomp« (instrumental) | 3:44 |
| 3.    | »On the Floor«                 | 3:22 |
| 4.    | »Insane«                       | 3:30 |
| 5.    | »Chopped in Half«              | 3:47 |
| 6.    | »Turned Inside Out«            | 2:01 |
| 7.    | »Dying«                        | 4:46 |
| 8.    | »Intro« (instrumental)         | 0:41 |
| 9.    | »Internal Bleeding«            | 2:35 |
| 10.   | »Back to One«                  | 4:00 |
| 11.   | »Find the Arise«               | 2:29 |
| 12.   | »Back Inside« (instrumental)   | 3:13 |
| 13.   | »Threatening Skies«            | 2:28 |
| 14.   | »By the Light«                 | 3:03 |
| 15.   | »Intro« (instrumental)         | 0:57 |
| 16.   | »Kill for Me«                  | 2:36 |
| 17.   | »Solid State«                  | 4:09 |
| 18.   | »Stand Alone«                  | 3:45 |
| 19.   | »Back from the Dead«           | 5:26 |
| 20.   | »Lockjaw«                      | 4:38 |
| 21.   | »Slow Death«                   | 3:40 |
| 22.   | »'Til Death«                   | 4:44 |
| 23.   | »Slowly We Rot«                | 7:28 |
| 77:45 |                                |      |

## Članovi sastava
- John Tardy – vokali
- Trevor Peres – gitara
- Frank Watkins – bas-gitara
- Donald Tardy – bubnjevi
- Allen West – gitara